# Нечіткі бази даних моделювання
Нечіткі бази даних моделювання - чисельне моделювання нечіткого запиту до реляційної бази даних у нечітких інформаційних системах на основі лінгвістичних змінних із трьома термальними значеннями. Також чисельне моделювання нечіткого запиту до реляційної бази даних у квантових інформаційних системах на основі лінгвістичних змінних із трьома термальними значеннями та квантового процесора.